# 12704 Tupolev
12704 Tupolev è un asteroide della fascia principale. Scoperto nel 1990, presenta un'orbita caratterizzata da un semiasse maggiore pari a 2,6401984 UA e da un'eccentricità di 0,1933704, inclinata di 1,24765° rispetto all'eclittica.